# Горњи Бителић
Горњи Бителић је насељено мјесто у саставу општине Хрваце, Сплитско-далматинска жупанија, Република Хрватска.

## Географски положај
Налази се 10 км сјеверно од Сиња, у подножју планине Динаре, покрај ријеке Цетине. Код села се налази брана "Перућа" на Перућком језеру.

## Историја
До територијалне реорганизације у Хрватској налазио се у саставу старе општине Сињ.

## Становништво
На попису становништва 2011. године, Горњи Бителић је имао 192 становника.
| Број становника по пописима | Број становника по пописима | Број становника по пописима | Број становника по пописима | Број становника по пописима | Број становника по пописима | Број становника по пописима | Број становника по пописима | Број становника по пописима | Број становника по пописима | Број становника по пописима | Број становника по пописима | Број становника по пописима | Број становника по пописима | Број становника по пописима | Број становника по пописима |
| --------------------------- | --------------------------- | --------------------------- | --------------------------- | --------------------------- | --------------------------- | --------------------------- | --------------------------- | --------------------------- | --------------------------- | --------------------------- | --------------------------- | --------------------------- | --------------------------- | --------------------------- | --------------------------- |
| 1857.                       | 1869.                       | 1880.                       | 1890.                       | 1900.                       | 1910.                       | 1921.                       | 1931.                       | 1948.                       | 1953.                       | 1961.                       | 1971.                       | 1981.                       | 1991.                       | 2001.                       | 2011.                       |
| 755                         | 856                         | 957                         | 1.017                       | 1.224                       | 1.260                       | 1.158                       | 1.317                       | 1.208                       | 606                         | 621                         | 534                         | 553                         | 323                         | 234                         | 192                         |

### Попис 1991.
На попису становништва 1991. године, насељено место Горњи Бителић је имало 323 становника, следећег националног састава:
| Попис 1991.‍  | Попис 1991.‍  | Попис 1991.‍ | Попис 1991.‍ | Попис 1991.‍ |
| ------------ | ------------ | ----------- | ----------- | ----------- |
|              |              |             |             |             |
| Хрвати       | Хрвати       |             | 225         | 69,65%      |
| Срби         | Срби         |             | 71          | 21,98%      |
| Југословени  | Југословени  |             | 14          | 4,33%       |
| неопредељени | неопредељени |             | 13          | 4,02%       |
| укупно: 323  |              |             |             |             |

## Црква
У Горњем Бителићу се налази српска православна црква Покров Пресвете Богородице из 1814. године.

## Презимена
- Буловић — православци, славе Св. Јована
- Ђапић — православци, славе Св. Георгија
- Стојић — православци, славе Св. Георгија
- Трипић — православци, славе Св. Јована